# Novo Korito
Novo Korito (en serbe cyrillique : Ново Корито) est un village de Serbie situé dans la municipalité de Knjaževac, district de Zaječar. Au recensement de 2011, il comptait 130 habitants.

## Démographie
| 1948  | 1953  | 1961 | 1971 | 1981 | 1991 | 2002 | 2011 |
| ----- | ----- | ---- | ---- | ---- | ---- | ---- | ---- |
| 1 212 | 1 153 | 962  | 715  | 516  | 360  | 208  | 130  |

|  |